# Hôtel des Tournelles
O Hôtel des Tournelles, ou simplesmente Les Tournelles, foi um palácio Real francês, sendo  uma das residências preferidas da Família Real Francesa da Casa de Valois entre o século XV e meados do  século XVI. Ficava localizado no 4º Arrondissement de Paris, naquela época quase nos arrabaldes da cidade, nas proximidades da Porta de Santo António (Porte Saint-Antoine), porta essa guardada pela Bastilha.
O Hôtel des Tournelles desempenhava várias funções; era uma fortaleza, uma residência palaciana, uma prisão, uma menagerie e uma casa de estado. Utilizava o espaço ocupado pelos blocos de casas entre a Rue Saint-Antoine e a Place des Vosges, com a Rue de Birague (que não existia naquele tempo) no centro. Ficava limitado a este pela Rue des Tournelles e a oeste, durante a sua maior expansão, pela actual Rue Turenne.

## História
Pierre d'Orgemont, Chanceler de França entre 1373 e 1380, construiu as fundações para uma casa em 1388, o seu Hôtel d'Orgemont, imediatamente a oeste da Bastilha, a qual fôra terminada cinco anos antes. Pierre viria a morrer no ano seguinte, em 1389. O seu filho Pedro, o Bispo de Paris, vendeu este edifício, em 1402, a João, Duque de Berry, por 14.000 Écus de ouro. Este trocou com Luís de Valois, Duque de Orléans, em 1404, o Hôtel d'Orgemont por um outro hôtel localizado na Rue de Jouy. Em 1407 o altivo Duque de Orléans foi assassinado, e o hôtel fica nas mãos dos seus hedeiros. Estes ficariam seriam aprisionados pelos ingleses durante a Guerra dos Cem Anos, sendo o palácio ocupado pelo Duque de Exeter.
Carlos VI o Louco (rei entre 1380 e 1422) habitou aqui durante a sua doença, assim como a sua esposa, Isabel da Baviera, de quem foi dito que tivera um caso amoroso com o Duque Luís de Valois.
Em 1422, com a morte de Carlos VI, o palácio é mantido em sequestro. Após a fuga do Delfim, o futuro Rei Carlos VII de França, dos Bourguignons (uma facção política), em 1418, e da ocupação de Paris pelos ingleses, o palácio tonou-se na residência de João de Lancaster, Duque de Bedford até 1430. O Duque de Lancaster fê-lo reconstruir, para seu uso pessoal, como uma residência principesca, pelo que comprou, em 1425, terrenos ao vizinho convento de Santa Catarina, por 200.000 livres (antiga moeda francesa), em ordem a permitir a expansão do palácio para oeste.
Depois de ter sido espoliado pelos ingleses em 1436, Carlos VII, ao retomar Paris aos ingleses, devolveu a parte dos velhos hôtels aos seus primos da Casa de Orleães. O Hotel d'Orgement pertenceu, então, ao Conde João de Angoulême e foi chamado de Hôtel d'Angoulême. A venda da propriedade Real em 1425 foi cancelada em 1437, sem que as freiras tivessem que devolver dinheiro. Em 1445 a parte nova, construída pelo Duque de Bedford, foi libertada das prisões, as quais tinham sido abastecidas pelos ingleses, passando, então, a chamar-se Hôtel du Roi.
Em 1464, Luís XI mandou construir uma galeria, a qual cruzava a Rue Saint-Antoine, com o fim de ligar o Hôtel du Roi ao da Madame d'Étampes (também chamado de Hôtel Neuf ou Hôtel du Petit-Musc). Além de criar essa galeria, deixou o Hôtel du Roi renovado.
Em 1467, Marguerite de Rohan, viúva do Conde João de Angoulême, herdou o Hôtel d'Angoulême. Em 1486, pela morte de Marguerite, é herdado pelo seu filho Carlos d'Orléans-Angoulême, marido de Luísa de Saboia (1476 - 1531), que ali habitou. O filho deste haveria de ascender ao trono de França como Francisco I, depois de Luís XII falecer no Hôtel du Roi, no dia 1 de Janeiro de 1515, sem deixar filhos. O conjunto foi novamente duplicado, tendo o Hôtel d'Angoulême sido reunido ao Hôtel du Roi, antiga residência do Duque de Bedford. Passou finalmente a ser chamado de Hôtel des Tournelles. Francisco I nunca residiu no palácio, mas permitiu que a sua mãe, Luisa de Saboia, ali vivesse.
Também Anne de Pisseleu, amante de Francisco I desde 1526 e Duquesa de Etampes a partir de 1533, viveu no palácio, tal como Diana de Poitiers a amante de Henrique II desde 1538.

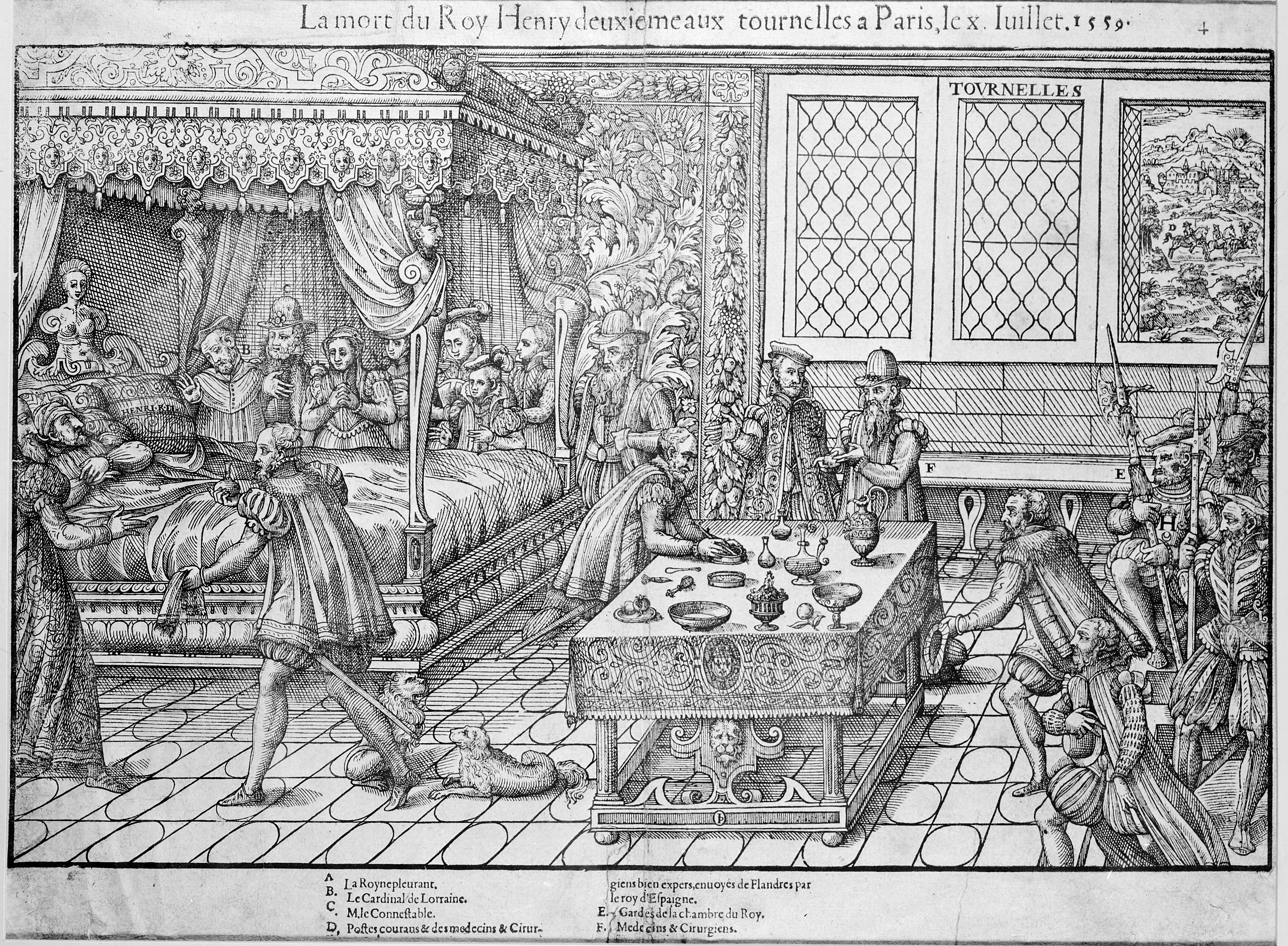
Henrique II no seu leito de morte no Hôtel des Tournelles.

Em 1534, três anos após a morte de Luisa de Saboia, o Hôtel d'Angoulême recebeu obras no seu interior. No final da década seguinte, o hôtel serviu para as dadas pela entrada do Rei Henrique II (1519- rei em 1547- 1559) e de coroação de Catarina de Médici (1519 - rainha de França em 1547 - 1589). O rei Henrique II, no entanto, não residia no hôtel.
Em 1554, Henrique II decidiu construir duas novas cavalariças no Hôtel des Tournelles.
Em 1559, o Hôtel des Tournelles assistiu à assinatura dos Tratados de Cateau-Cambrésis, os quais restabeleceram a paz entre a França, a Inglaterra e a Espanha. Nesse mesmo ano, o Rei Henrique II foi ferido por Gabriel de Montgommery numa justa que teve lugar na Rue Saint-Antoine, vindo a morrer no interior do Hôtel des Tournelles.
Catarina de Médici passou a detestar este lugar que viu a morte do seu marido, tendo decidido alienar o palácio, demoli-lo e lotear o terreno. Jean de l'Orme, mestre geral das construções do Rei, fez as medições do hôtel e o plano de loteamento, chegando a ser vendidas parcelas, mas os edifícios não foram demolidos. Catarina de Médici criou um mercado de cavalos nas cavalariças do palácio que, em 1578, seria transferido para lá da Porta de Santo Honório (Porte Saint-Honoré), e regressaria às Tournelles em 1585.
Em 1589, os antigos pátios do Hôtel des Tournelles eram usados como campo de manobras pelos mercenários que desejavam ser empregar-se na defesa da cidade contra Henrique de Navarra.
Em Agosto de 1603, Henrique de Navarra, agora Henrique IV de França, decidiu apoiar o estabelecimento de uma manufactura de seda, ouro e dinheiro, "à maneira dos Milaneses", em Paris. Esta é colocada sob a direcção de seis investidores privados, a quem deu, em Janeiro de 1604, uma parcela de cerca de 25.500 m² próximo da Bastilha. Em consequência destas tomadas de decisão, seria construída a Praça Real, a actual Place des Vosges, e os edifícios do Hôtel des Tournelles finalmente demolidos.
O antigo Hôtel des Tournelles ainda é lembrado na toponímia de Paris através da Rue des Tournelles, a qual passa ao longo da zona onde se ergueu a fachada este do palácio.